# Eriosema rigidum
Eriosema rigidum är en ärtväxtart som beskrevs av George Bentham. Eriosema rigidum ingår i släktet Eriosema och familjen ärtväxter. Inga underarter finns listade i Catalogue of Life.